# Nati nel 1918/Giugno
| Questa pagina contiene informazioni ricavate automaticamente dalle voci biografiche con l'ausilio del template Bio e di un bot. L'aggiornamento è periodico e automatico e ricostruisce completamente la pagina. Se manca una persona in questa lista, sei pregato di non aggiungerla, ma accertati piuttosto che la sua voce biografica contenga il template Bio e che i dati anagrafici siano correttamente compilati. Se il template Bio manca, inseriscilo tu stesso o, in alternativa, metti l'avviso {{tmp\|Bio}} che ne segnala la mancanza. Se i dati riportati sono sbagliati, correggi direttamente la voce biografica; le modifiche saranno visibili in questa lista entro pochi giorni. Per chiarimenti vedi il progetto biografie. La lista contiene solo le 104 persone che sono citate nell'enciclopedia e per le quali è stato implementato correttamente il template Bio. Pagina aggiornata al 10 lug 2025. |

- 1º giugno - Gavin Astor, II barone Astor, ufficiale e editore inglese († 1984)
- 1º giugno - Thomas Hicks, bobbista statunitense († 1992)
- 1º giugno - Nathalie Krassovska, ballerina, insegnante e coreografa russa († 2005)
- 1º giugno - Maurizio Lodi-Fè, produttore cinematografico italiano († 2015)
- 1º giugno - Giovanni Marzano, generale italiano († 2010)
- 1º giugno - Mieczysław Warmus, informatico e matematico polacco († 2007)
- 3 giugno - Alfonso Grassi, pittore italiano († 2002)
- 3 giugno - Daniel Ivernel, attore francese († 1999)
- 3 giugno - Archibald Mathies, militare e aviatore statunitense († 1944)
- 3 giugno - Lili St. Cyr, modella e ballerina statunitense († 1999)
- 4 giugno - José Llopis Corona, calciatore spagnolo († 2011)
- 4 giugno - John DeCuir, scenografo statunitense († 1991)
- 4 giugno - Johnny Orr, cestista e giocatore di baseball statunitense († 1982)
- 5 giugno - Theodore Wilbur Anderson, statistico statunitense († 2016)
- 5 giugno - Umberto Camozzo, calciatore italiano
- 5 giugno - Mario Fiorentino, architetto e urbanista italiano († 1982)
- 6 giugno - Sid Bidewell, allenatore di calcio e calciatore inglese († 2003)
- 6 giugno - Kenneth Connor, attore britannico († 1993)
- 6 giugno - Richard Crane, attore statunitense († 1969)
- 6 giugno - Martin Esslin, scrittore, traduttore e giornalista ungherese († 2002)
- 6 giugno - Edwin Krebs, biochimico statunitense († 2009)
- 6 giugno - Sauli Rytky, fondista finlandese († 2006)
- 7 giugno - Del Connell, fumettista statunitense († 2011)
- 7 giugno - Angelo Costa, allenatore di pallavolo italiano († 1979)
- 7 giugno - George Glamack, cestista e allenatore di pallacanestro statunitense († 1987)
- 8 giugno - Lonnie Eggleston, cestista statunitense († 1998)
- 8 giugno - Gunther Philipp, attore, nuotatore e medico austriaco († 2003)
- 8 giugno - Robert Preston, attore e cantante statunitense († 1987)
- 8 giugno - Leonardo Ricci, architetto italiano († 1994)
- 10 giugno - Barry Morse, attore britannico († 2008)
- 10 giugno - Francesco Pernigo, calciatore italiano († 1985)
- 10 giugno - Patachou, cantante e attrice francese († 2015)
- 10 giugno - John Howland Rowe, archeologo e antropologo statunitense († 2004)
- 10 giugno - Vittorio Sardelli, calciatore italiano († 2000)
- 11 giugno - Jane Bryan, attrice statunitense († 2009)
- 11 giugno - Arne Eriksen, calciatore norvegese († 2013)
- 11 giugno - Joe Harvey, calciatore e allenatore di calcio inglese († 1989)
- 11 giugno - Giuseppe Orlando, economista e politico italiano († 1992)
- 11 giugno - Heinz Petruo, attore, doppiatore e conduttore radiofonico tedesco († 2001)
- 12 giugno - Piero Angelini, arbitro di calcio italiano
- 12 giugno - Samuel Z. Arkoff, produttore cinematografico statunitense († 2001)
- 12 giugno - Giuseppe Reale, politico italiano († 2010)
- 12 giugno - Stan Szukala, cestista statunitense († 2003)
- 12 giugno - Hetty Voûte, partigiana olandese († 1999)
- 13 giugno - Jack Garfinkel, cestista statunitense († 2013)
- 13 giugno - Ben Johnson, attore statunitense († 1996)
- 13 giugno - Helmut Lent, aviatore tedesco († 1944)
- 14 giugno - Ezio Beccastrini, politico italiano († 1996)
- 14 giugno - Chang Dsu Yao, artista marziale e insegnante cinese († 1992)
- 14 giugno - Ferenc Doór, pittore ungherese († 2015)
- 14 giugno - Fratelli Durante, partigiano italiano († 1944)
- 14 giugno - Jerry Kelly, cestista statunitense († 1996)
- 14 giugno - Luigi Mario Pizzinelli, giornalista e scrittore italiano († 2006)
- 14 giugno - Katherine Rawls, nuotatrice e tuffatrice statunitense († 1982)
- 14 giugno - Antonio Vian, compositore italiano († 1966)
- 15 giugno - Albert Cohen, criminologo statunitense († 2014)
- 15 giugno - Bill Farrow, cestista statunitense († 2003)
- 15 giugno - Hal Roach Jr., regista e produttore cinematografico statunitense († 1972)
- 15 giugno - François Tombalbaye, insegnante, sindacalista e politico ciadiano († 1975)
- 16 giugno - Alberto Tassotti, fondista e combinatista nordico italiano († 2008)
- 17 giugno - Ajahn Chah, monaco buddhista thailandese († 1992)
- 17 giugno - Gene Allen, scenografo statunitense († 2015)
- 17 giugno - Jack Brett, pilota motociclistico britannico († 1982)
- 17 giugno - Duncan Lamont, attore britannico († 1978)
- 18 giugno - Alf Francis, ingegnere e progettista polacco († 1983)
- 18 giugno - Reinaldo Gorno, maratoneta argentino († 1994)
- 18 giugno - Luigi Grigato, politico italiano († 1990)
- 18 giugno - Jerome Karle, chimico e cristallografo statunitense († 2013)
- 18 giugno - Marco Mariani, attore italiano († 1970)
- 18 giugno - Franco Modigliani, economista italiano († 2003)
- 18 giugno - Annibale Papetti, attore, pittore e paroliere italiano († 1990)
- 19 giugno - Johanna Decker, psichiatra tedesca († 1977)
- 19 giugno - Mario Pietruzzi, calciatore e allenatore di calcio italiano († 2014)
- 19 giugno - Olguiz Rodríguez, allenatore di pallacanestro uruguaiano († 1991)
- 19 giugno - Gunnel Vallquist, scrittrice e traduttrice svedese († 2016)
- 20 giugno - Géza Kardos, cestista ungherese († 1986)
- 20 giugno - Costantino Simoncini, politico italiano († 1990)
- 21 giugno - Luigi Giambruno, calciatore italiano
- 21 giugno - James Joll, storico, saggista e biografo britannico († 1994)
- 21 giugno - Allan Lindberg, astista svedese († 2004)
- 21 giugno - María Luisa Ponte, attrice spagnola († 1996)
- 22 giugno - Cicely Saunders, infermiera, medica e filosofa britannica († 2005)
- 23 giugno - Gil Dodds, mezzofondista statunitense († 1977)
- 23 giugno - Shen Yugong, cestista cinese
- 23 giugno - León Strembel, calciatore argentino
- 24 giugno - Antonio Candido, poeta, saggista e critico letterario brasiliano († 2017)
- 24 giugno - Giacomo Conti, bobbista italiano († 1992)
- 24 giugno - Jader Jacobelli, giornalista italiano († 2005)
- 24 giugno - Martti Karvonen, medico, fisiologo e epidemiologo finlandese († 2009)
- 24 giugno - Willem Vlijm, poliziotto olandese († 2010)
- 25 giugno - Giampiero Crespi, aviatore e militare italiano († 2013)
- 25 giugno - Ken Mayer, attore statunitense († 1985)
- 25 giugno - Guido Montauti, pittore italiano († 1979)
- 25 giugno - Percy Howard Newby, scrittore inglese († 1997)
- 26 giugno - Aroldo Collesi, allenatore di calcio e calciatore italiano († 2005)
- 26 giugno - Dino Dainelli, matematico e informatico italiano († 2004)
- 26 giugno - Hussein Mazzek, politico libico († 2006)
- 27 giugno - Adolph Kiefer, nuotatore statunitense († 2017)
- 27 giugno - Giuseppe Riccardi, militare italiano († 1944)
- 28 giugno - Marshall Brown, cestista, giocatore di baseball e allenatore di pallacanestro statunitense († 2008)
- 28 giugno - Georges Dard, calciatore francese († 2001)
- 28 giugno - William Stephen Whitelaw, politico britannico († 1999)
- 29 giugno - Heinrich Lohrer, hockeista su ghiaccio svizzero († 2011)
- 30 giugno - Archie Strimel, calciatore statunitense († 1990)